# Grund genug
Grund genug ist ein Lied der deutschen Singer-Songwriterin Madeline Juno aus dem Jahr 2019. Das Stück ist die vierte Singleauskopplung aus ihrem vierten Studioalbum Was bleibt.

## Entstehung und Artwork

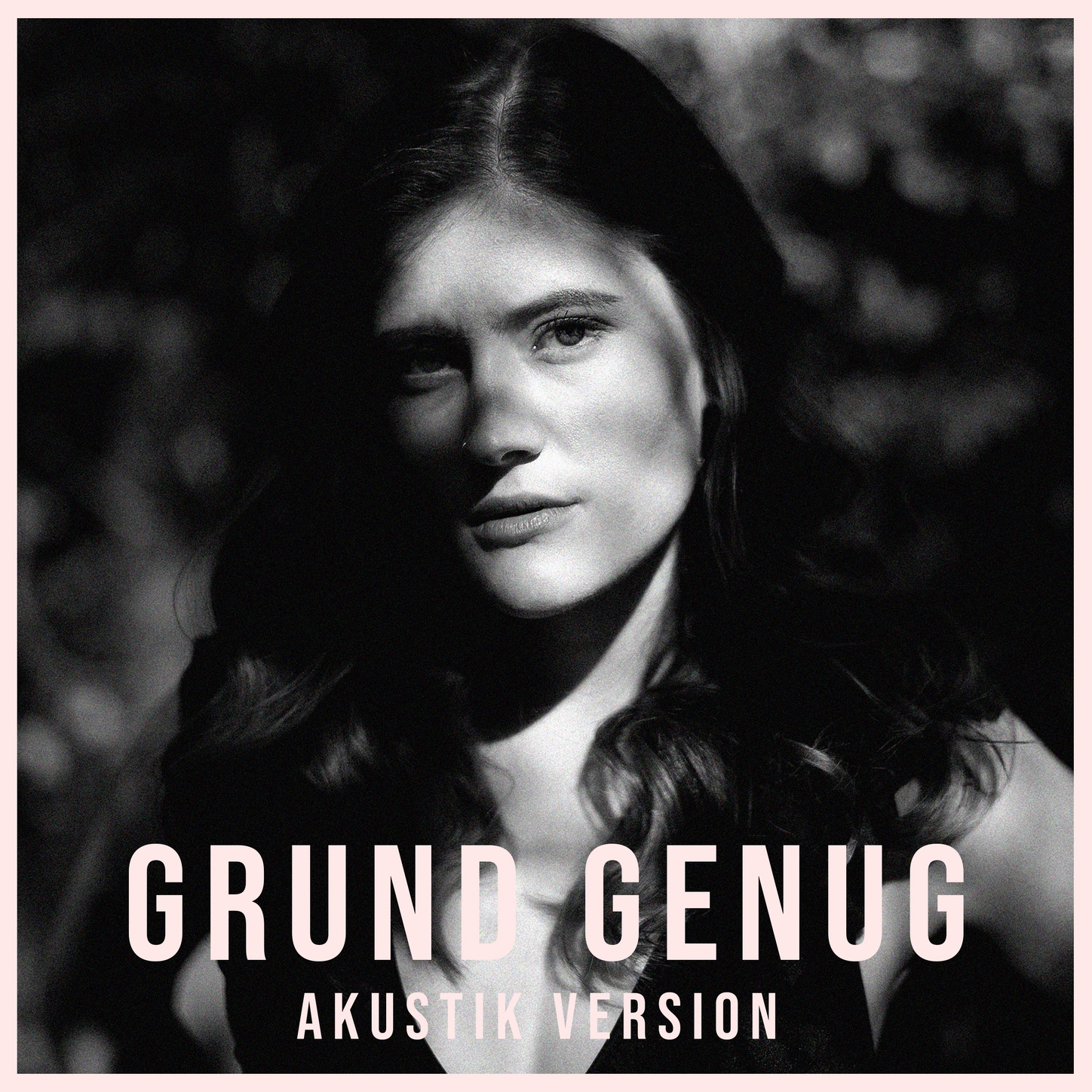
Frontcover zur Akustik-Single

Das Lied wurde von der Interpretin selbst, gemeinsam mit dem britischen Musiker Oliver Epsom (Oliver Som), geschrieben. Som zeichnete zudem auch für die Instrumentierung, Produktion und die Programmierung des Schlagzeugs verantwortlich. Bei der Produktion erhielt er Unterstützung durch den Berliner Toningenieur Mic Schröder. Während Som den Bass, das Piano und den Synthesizer einspielte, wurden zusätzlich Joschka Bender an der Gitarre, Sebastian Henzl ebenfalls am Piano und Benjamin Scheufler am Schlagzeug engagiert. Das Mastering erfolgte unter der Leitung des Berliner Tontechnikers Lex Barkey.
Während Juno bei der Produktion ihres Albums Was bleibt erstmals mit Barkey und Schröder zusammengearbeitet hat, war Som bereits in verschiedenen Funktionen an den Produktionen zu Salvation (Februar 2016), Waldbrand (September 2016) und DNA (September 2017) beteiligt. Mit Schröder hat Juno für diesen Titel einmalig kooperiert; Barkey masterte im August 2024 den Remix Du tust mir nicht gut:/. Bender ist bereits seit Beginn von Junos Karriere im Jahr 2013 festes Mitglied ihrer Liveband und an diversen Produktionen, in verschiedenen Funktionen, beteiligt. Henzl und Scheufler sind ebenfalls seit dem Jahr 2016 fest Mitglieder von Juons Liveband, die mit ihr zuvor die Salvation Tour (2016) sowie DNA Tour (2017–18) spielten. Mit ihren Bandmitgliedern arbeitete Juno auch zukünftig weiterhin in verschiedenen Funktionen weiter.
Auf dem Frontcover der Single ist Juno zu sehen. Sie trägt eine orangefarbene Jacke und steht hinter einem Tisch, auf dem sie sich nach vorne übergebeugt und mit ihren Ellenbogen abstützt. Die Fotografie stammt vom Berliner Filmemacher und Fotografen Danny Jungslund, der in den Folgejahren immer wieder mit Juno arbeitete. Das Fotoshooting fand am 19. März 2019 statt, präsentiert wurde das Cover erstmals am 4. April 2019. Es handelt sich dabei um das gleiche Coverbild, das auch auf den Singles Gib doch nach (April 2019) und Automatisch (Mai 2019) sowie dem Album Was bleibt (September 2019) verwendet wurde. Ein alternatives Coverbild zeigt lediglich ein Schwarz-weiß-Porträt von Juno.

## Veröffentlichung und Promotion
Die Erstveröffentlichung von Grund genug erfolgte als Single am 26. Juli 2019 bei Embassy of Music. Diese erschien als digitaler Einzeltrack zum Download und Streaming. Der Vertrieb erfolgte durch Warner Music, verlegt wurde das Lied durch BMG Rights Management und Universal Music Publishing. Am 6. September 2019 erschien Grund genug als Teil von Junos vierten Studioalbum Was bleibt (Katalognummer: 5054197047404), dessen vierte Singleauskopplung es ist. Im Folgejahr erschien zudem eine Akustikversion des Liedes, die am 15. Mai 2020 als digitale Einzeltrack-Single zum Download und Streaming veröffentlicht wurde.
Juno spielte das Lied bereits vor seiner Veröffentlichungen auf einigen Konzerten ihrer Acoustic Tour im Februar 2019. Seine Livepremiere feierte es dabei am 14. Februar 2019 im Hamburger Nochtspeicher. Um das Lied weiter zu bewerben, erfolgte unter anderem ein Liveauftritt im November 2021 in der Musiksendung TV Noir.

## Inhalt
| „Verschwende jemand anderen. Und wein’, wenn ich dir fehl’. Kein Grund mehr hier zu sein, ist Grund genug zu gehen. Jetzt lass die Zeit mich heilen. Ich hab’ es eingeseh’n. Kein Grund mehr hier zu sein, ist Grund genug zu gehen. Grund genug zu gehen. Kein Grund mehr hier zu sein ist Grund genug zu gehen.“ – Refrain, Originalauszug | Der Liedtext zu Grund genug ist in deutscher Sprache verfasst und stammt von der Interpretin selbst sowie Oliver Som. Beide komponierten zugleich die Musik in der Tonart Fis-Dur mit 104 Schläge pro Minute. Musikalisch bewegt sich das Lied im Bereich der Popmusik. Inhaltlich handelt es sich bei Grund genug um einen Titel, der das Thema Trennungsschmerz verarbeitet und als Auslöser für ihr viertes Studioalbum gilt. Es sei ein Titel über das Ausbrechen aus einer Beziehung, die einem nicht gut getan habe. Auch wenn es lange gebraucht habe, um zu realisieren, wie toxisch die Beziehung tatsächlich gewesen sei, sei es umso wichtiger sich endlich von allem zu trennen und die Person loszulassen, auch wenn es einen verletzt habe. Zum Veröffentlichungszeitraum gab Juno selbst an, dass das Lied davon handele, seinen Schmerz anzunehmen und diesen gleichermaßen allmählich loszulassen, um zu sich selbst zurückzufinden und nicht länger eine unter den Folgen beziehungsweise Umständen leidende Version von sich selbst sein zu müssen. |

Etwa eineinhalb Jahre nach der Erstveröffentlichung gestand die Sängerin zudem, das es ein Lied mit doppelten Boden sei, was sie ganz gerne mache. Es sei ein Lied, das wie ein Liebesdrama klinge, jedoch von einer unschönen Zusammenarbeit in der Musikindustrie handele. Es sei ein Stück gewesen, das sie habe schreiben müssen, als sie sich in ihrer Karriere etwas weiterentwickelt habe, sie von Menschen Abschied nehmen musste und erkennen musste: „Wenn ich keinen Grund mehr habe hier zu bleiben und mich euren toxischen Vibe hinzugeben, dann ist es auf jeden Fall Grund genug für mich zu gehen.“
Aufgebaut ist das Lied aus zwei Strophen, einem Refrain und einer Bridge. Es beginnt mit der ersten Strophe, die als Achtzeiler geschrieben wurde. An diese schließt sich zunächst der vierzeilige Prechorus an, ehe der eigentliche Refrain mit seinen ebenfalls acht Zeilen einsetzt. Der gleiche Aufbau wiederholt sich mit der zweiten Strophe. Nach dem zweiten Refrain setzt als musikalisches Zwischenspiel die Bridge ein, die lediglich eine Wiederholung der ersten beiden Zeile des Prechorus darstellt. Danach endet das Lied mit dem dritten Refrain, des diesmal ohne Prechorus einsteigt.

## Musikvideo
Das Musikvideo zu Grund genug feierte seine Premiere, rund zwei Wochen nach der Singleveröffentlichung, am 7. August 2019 auf der Videoplattform YouTube. Es zeigt lediglich Juno, die das Lied an verschiedenen Schauplätzen in einer Wüstenlandschaft singt. Die Gesamtlänge des Videos beträgt 3:23 Minuten. Regie führte der in Berlin wirkende Kameramann Elias C. J. Köhler. Bis Mai 2025 zählte das Video über fünf Millionen Aufrufe auf YouTube, womit es zu einem der beliebtesten Videos auf Junos Kanal gehört.

## Mitwirkende
| Liedproduktion - Lex Barkey: Mastering - Joschka Bender: Gitarre - Oliver Epsom (Oliver Som): Bass, Komposition, Liedtext, Musikproduktion, Piano, Programmierung, Synthesizer - Sebastian Henzl: Piano - Madeline Juno: Gesang, Komposition, Liedtext - Benjamin Scheufler: Schlagzeug - Mic Schröder: Musikproduktion Visualisierung (Cover) - Danny Jungslund: Fotografie | Musikvideo - Elias C. J. Köhler: Kamera - Thomas Otto: Produzent, Schnitt Unternehmen - BMG Rights Management: Verlag - Embassy of Music: Musiklabel - Universal Music Publishing: Verlag - Warner Music Group: Vertrieb |

## Rezensionen
Matthias Reichel von CDStarts bewertete das Album Was bleibt mit sechs von zehn Punkten und hob Grund genug als einen der „Anspieltipps“ hervor. Der Rezensent beschrieb Grund genug als radiotauglichen Poptitel, der in eine zeitgemäße Produktion eingebunden sei. Das Gesamtergebnis sei nie spektakulär – wie beispielsweise ein Taylor-Swift-Album – dafür aber grundsolide und gut zwischen reiner Popmusik und Singer-Songwriter-Attitüde ausgependelt. Zwar führe der akustisch gehaltene Opener Zu zweit allein den Hörer zuerst auf eine falsche Folk-Pop-Fährte, die aber gleich im Anschluss mit Grund genug aufgelöst würde, indem sich dezente Beats in den Vordergrund schieben, die sich im Verlauf des Albums als zentrales Element herausstellen sollen und auch in Balladen wir Gib doch nach vorkämen.
Eine Rezensentin von Songtexte.com beschrieb Grund genug als tiefgründigen Poptitel. Die dazugehörige Akustikversion sei ein emotionsgeladenes Musikwerk, begleitet von schönen Klaviertönen bringe Juno vor allem in dieser Version den emotionsgeladenen Liedtext noch besser zum Ausdruck und lasse ihrer bezaubernden Stimme mehr Raum zur Entfaltung.
Katharina Bruckschwaiger vom deutschsprachigen E-Zine Plattentests.de vergab vier von möglichen zehn Punkten für das Album. Juno präsentiere sich hierauf zunächst als Texterin zwischen den Stilen. Da wären etwa die Coldplay-Leadgitarre in Grund genug, die „Imogen-Heap-Vocals“ im Refrain zu New York oder den fast schon aggressiven Hip-Hop-Beat in Borderline. Bruckschwaiger empfinde es als Schade, dass der betriebene Eklektizismus stets an der Wasseroberfläche bliebe, sodass wirkliche Wagnisse „formatradiogerecht“ vermieden würden.

## Kommerzieller Erfolg
Die Single verfehlte den Einstieg in die Singlecharts, konnte sich aber auf Rang 83 in den iTunes-Tagesauswertungen platzieren.